# Prêmio EATCS
O Prêmio EATCS (em inglês:  EATCS-Award) da European Association for Theoretical Computer Science é um prêmio anualmente concedido desde 2000 para um informático teórico de destaque.

## Recipientes
- 2000 Richard Karp
- 2001 Corrado Böhm
- 2002 Maurice Nivat
- 2003 Grzegorz Rozenberg
- 2004 Arto Salomaa
- 2005 Robin Milner
- 2006 Michael Stewart Paterson
- 2007 Dana Scott
- 2008 Leslie Valiant
- 2009 Gérard Huet
- 2010 Kurt Mehlhorn
- 2011 Boris (Boaz) Trakhtenbrot
- 2012 Moshe Vardi
- 2013 Martin Dyer
- 2014 Gordon Plotkin
- 2015 Christos Papadimitriou
- 2016 Dexter Kozen
- 2017 Éva Tardos
- 2018 Noam Nisan[1]
- 2019 Thomas Henzinger
- 2020 Mihalis Yannakakis